# ホモ・ハイデルベルゲンシス

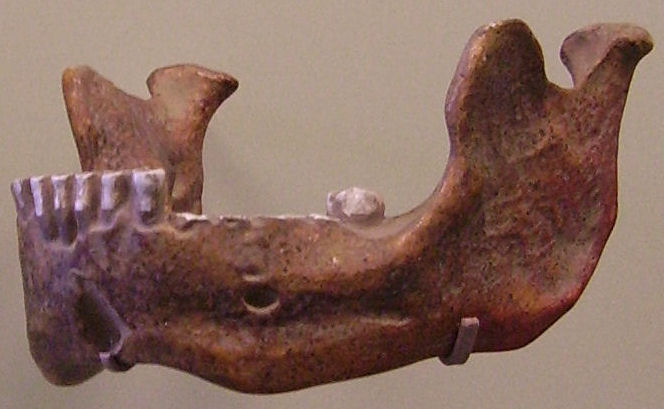
ハイデルベルク人の下顎骨のレプリカ

ホモ・ハイデルベルゲンシス（Homo heidelbergensis ハイデルベルクのヒト）は、ヒト属の一種。ハイデルベルク人をホモ・エレクトスとは別種とするときの名称。ホモ・エレクトスに比べ脳容量が大きく（1100cc - 1400cc）、より人間的な行動をとることができ、これを種レベルの違いであると考える場合に別種とする。種レベルの違いはなかったと考える場合はエレクトスに含める。エレクトスの種内亜種として区別する場合は、ホモ・エレクトス・ハイデルベルゲンシス (Homo erectus heidelbergensis) と呼ぶ。時期は60万年前から40万年前。

## ハイデルベルク人

### 特徴
ハイデルベルク人は大柄で、大人の男性では身長およそ1.8メートル、体重100キロ。使用した石器はアシュレアン（Acheulean）というホモ・エレクトスのものに酷似している。 

### 発見
この種の設立の基となったのは、1907年にドイツのハイデルベルク近郊のマウエル村から発見された下顎骨である。マウエル村の砂採取場で作業員により偶然発見された。出土したのは下顎骨ただ1個で、他の部分の骨も、石器などの文化遺物も無い。この下顎骨は、翌1908年にドイツの人類学者シェッテンザックにより、Homo heidelbergensis と命名された。ハイデルベルク人と通称される。
その後、南アフリカや東アフリカでも同様の化石が発見された。これはホモ・ローデシエンシスという別の名称で呼ばれることもあるが、通常は、別種とは見なされず、ホモ・ハイデルベルゲンシスと見なされる。（亜種ふうの扱い。）

### 骨格と進化
ネアンデルタール人と比べても、眼窩上隆起が非常に大きく、前脳部は小さい。このことからネアンデルタール人よりは原始的な種と見なされる。
下顎骨は非常に大きく頑丈であるが、歯は小型で現生人類よりやや大きい程度で、同時代と思われる北京原人より小さい。そのためこの人類は、原人であるのか、原初的な旧人であるのかが議論されたが、巨大な下顎骨の形質や伴出した動物化石との比較などから、時代的に見て原人であろうと考えるのが一般的である。
ただし現生人類へと繋がる系統とネアンデルタール人との分岐直前（47万 - 66万年前）の時期･または分岐後のホモ・サピエンスへと続く系統側で、ホモ･サピエンスに進化する前段階には旧人段階の「ホモ・ヘルメイ」あるいは「ホモ・ローデシエンシス」にまで進化していたことも考えられる。

## 画像

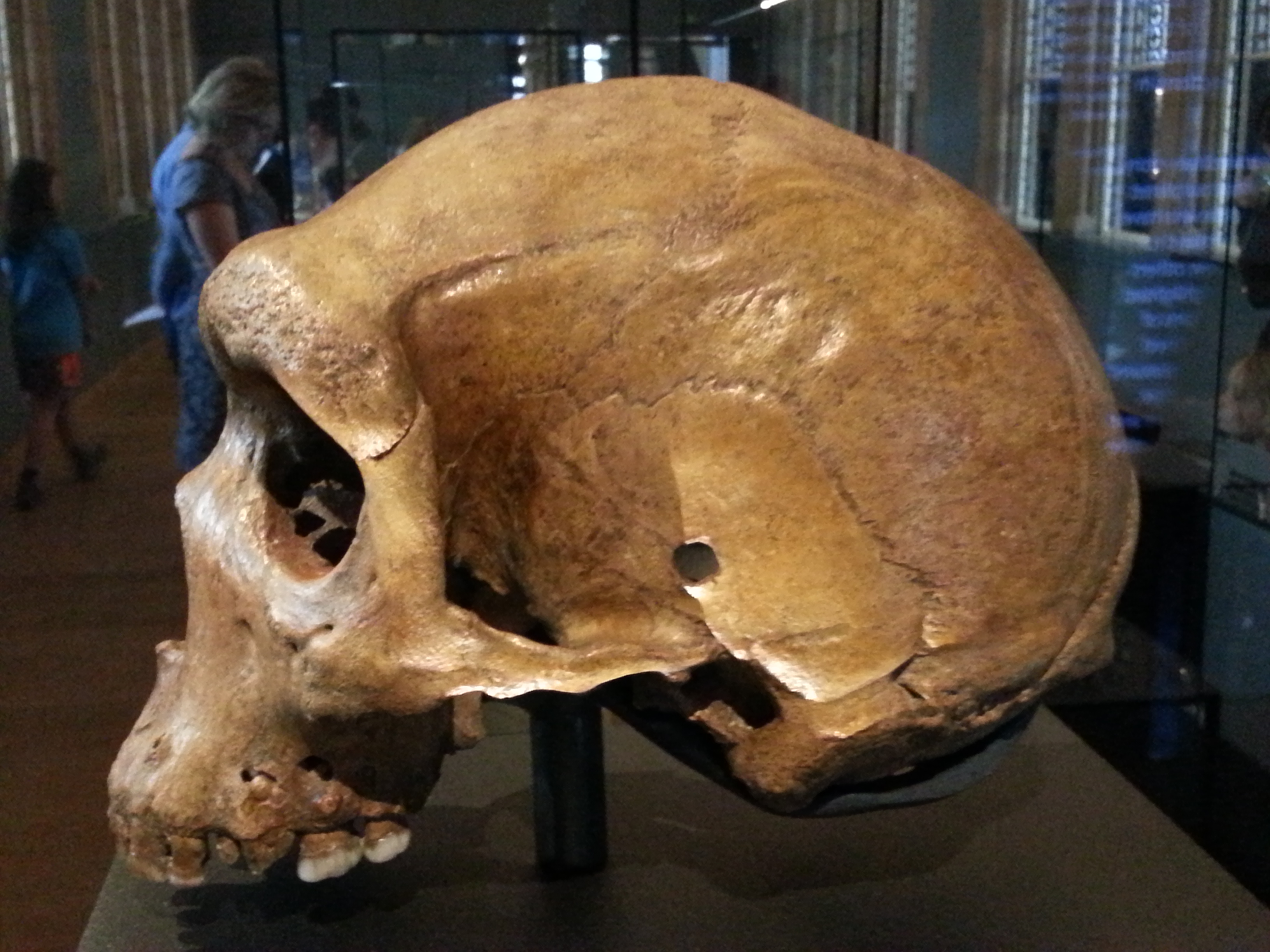
頭蓋骨を横から見た写真
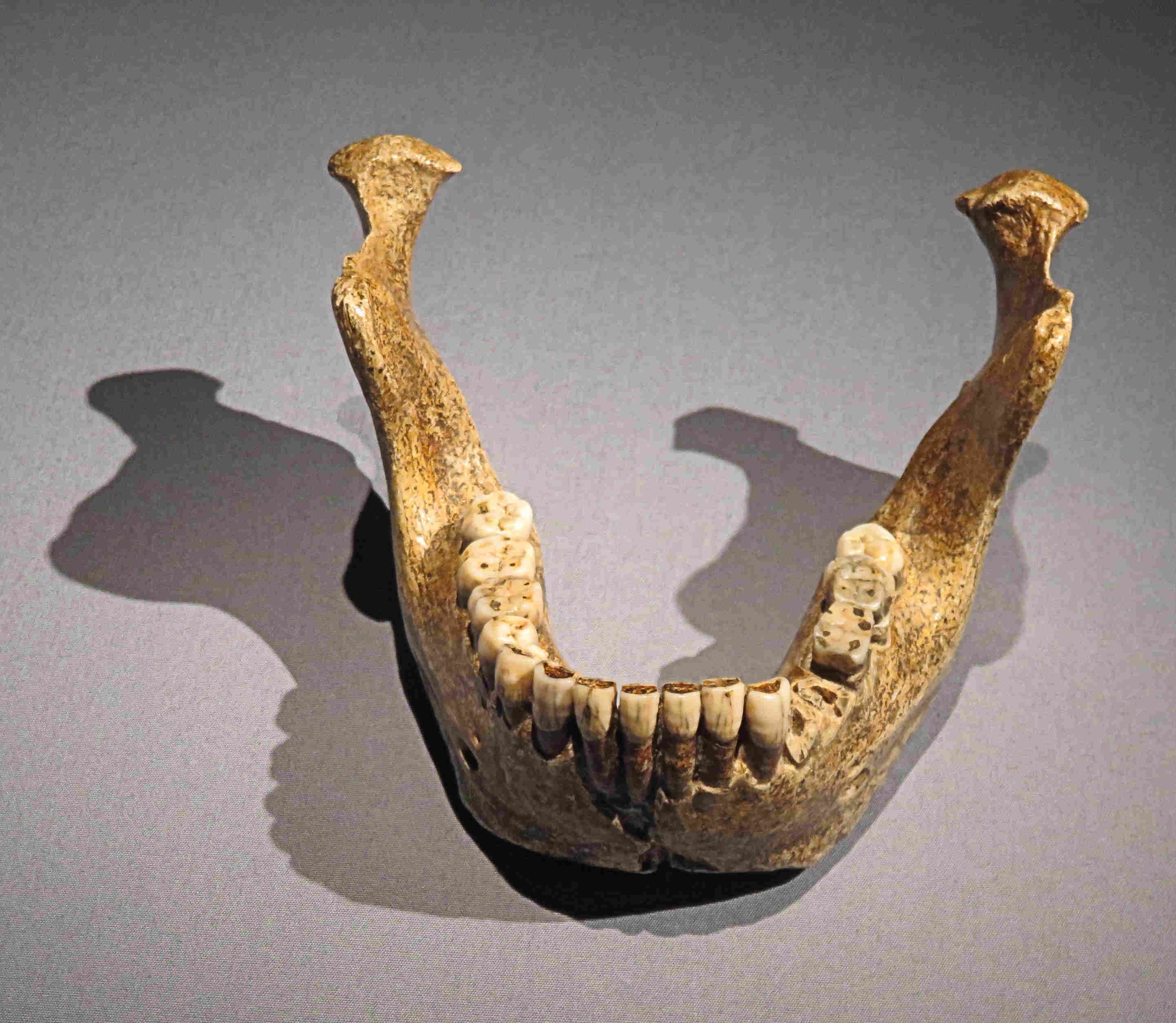
顎を正面から見た写真
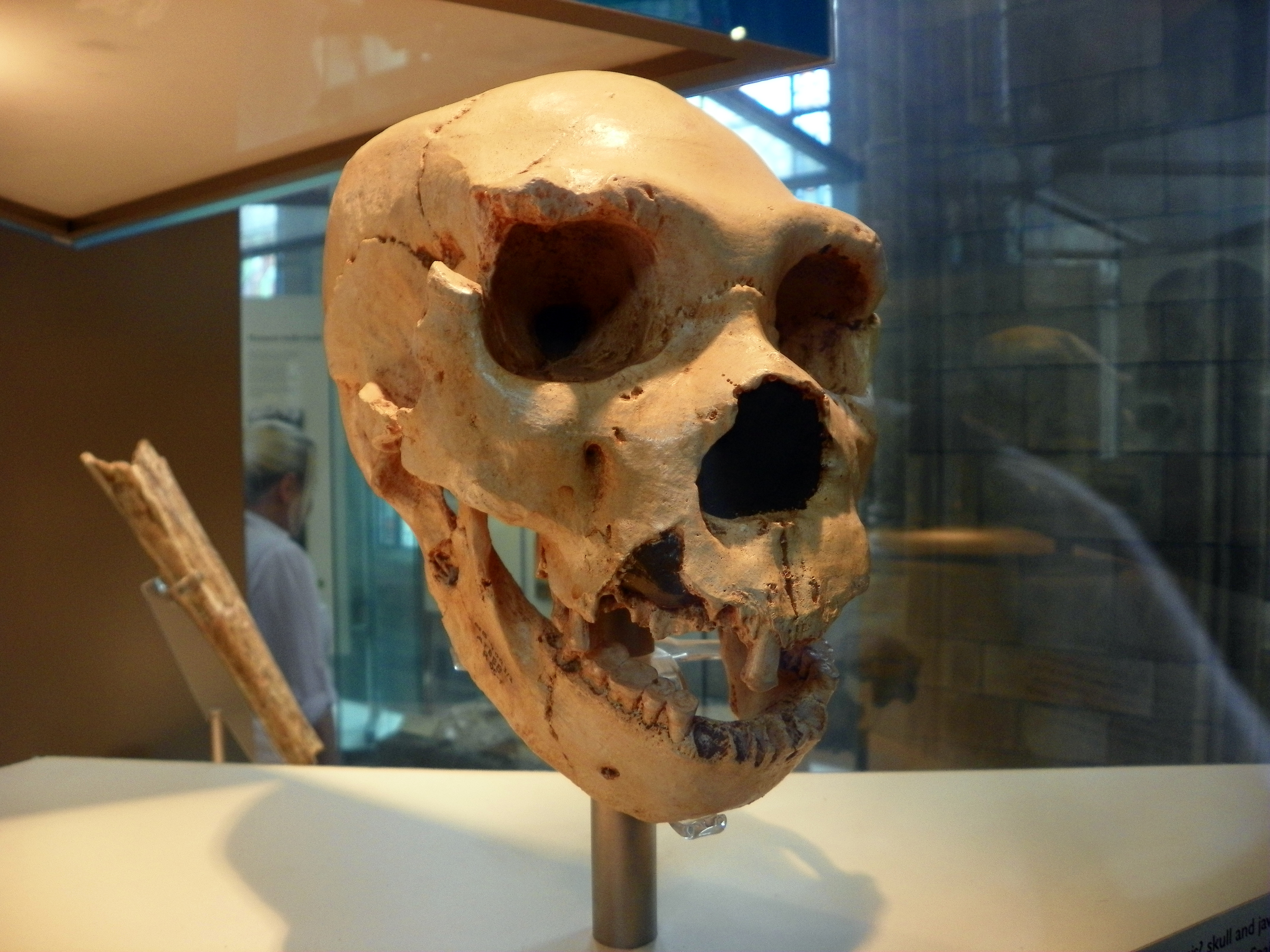
アタプエルカ遺跡（英語版）から発見された頭骨（ロンドン自然史博物館）
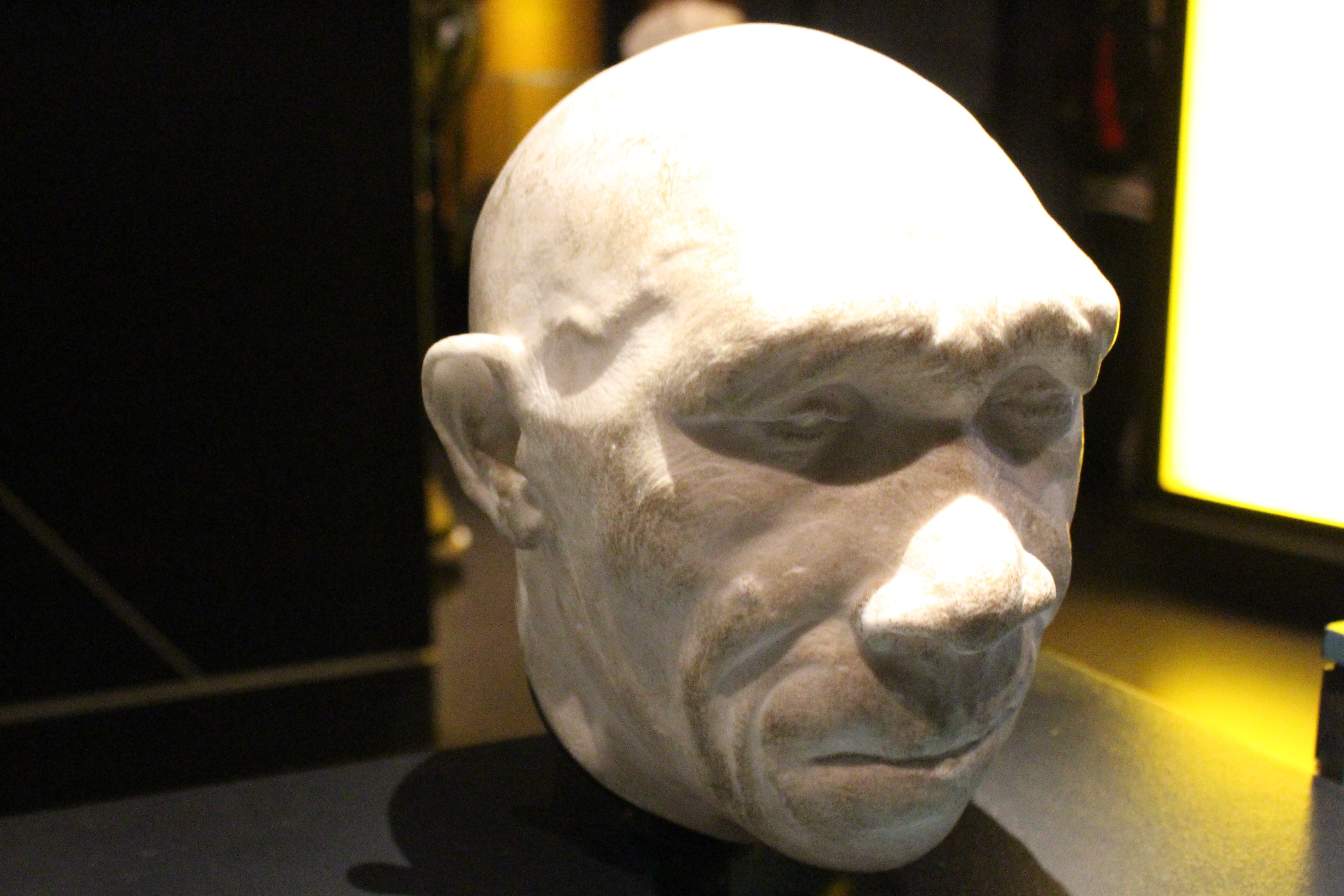
頭部の復元予想図（ロンドン自然史博物館）
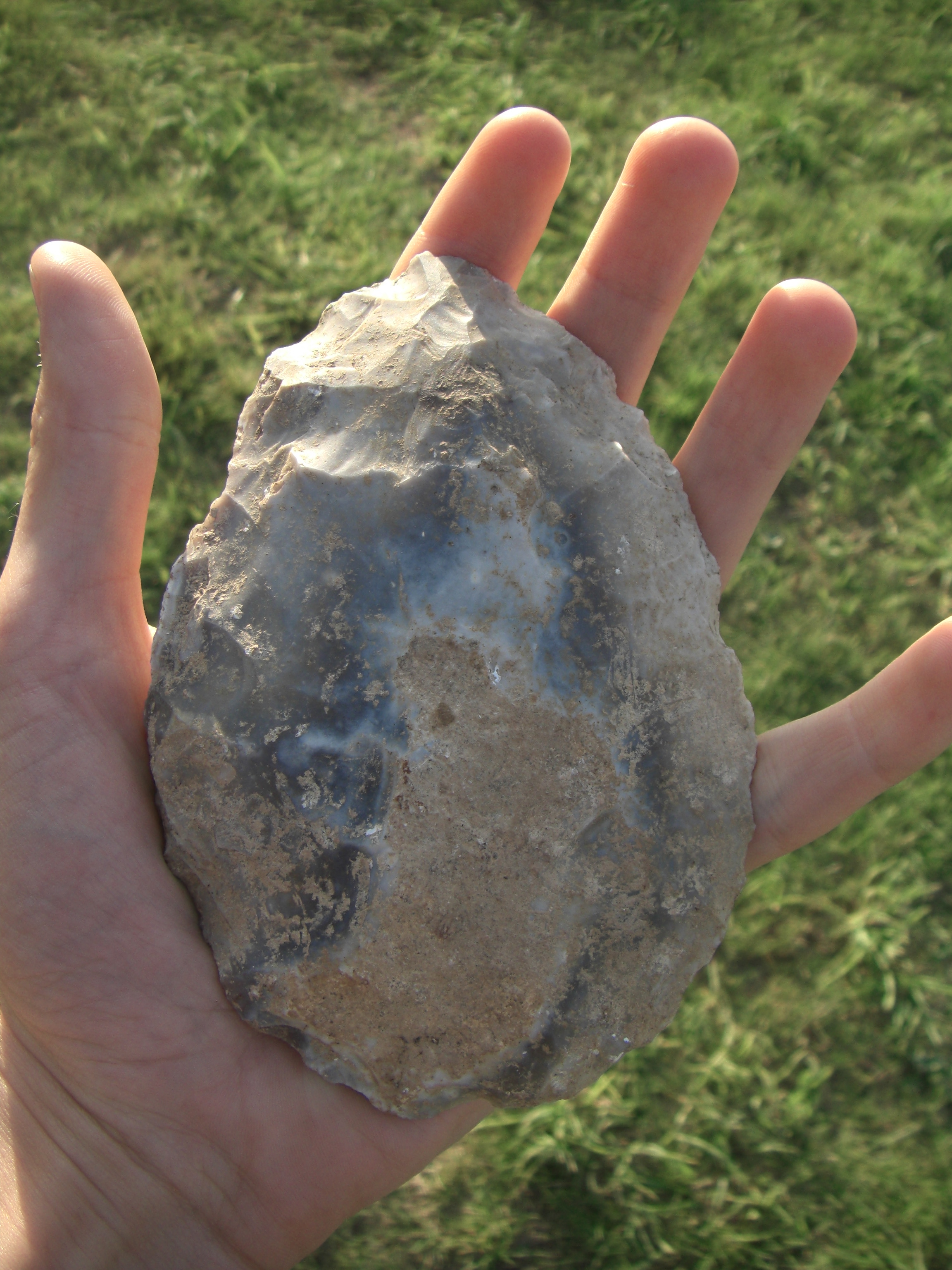
ホモ・ハイデルベルゲンシスが作ったと思われる石の斧
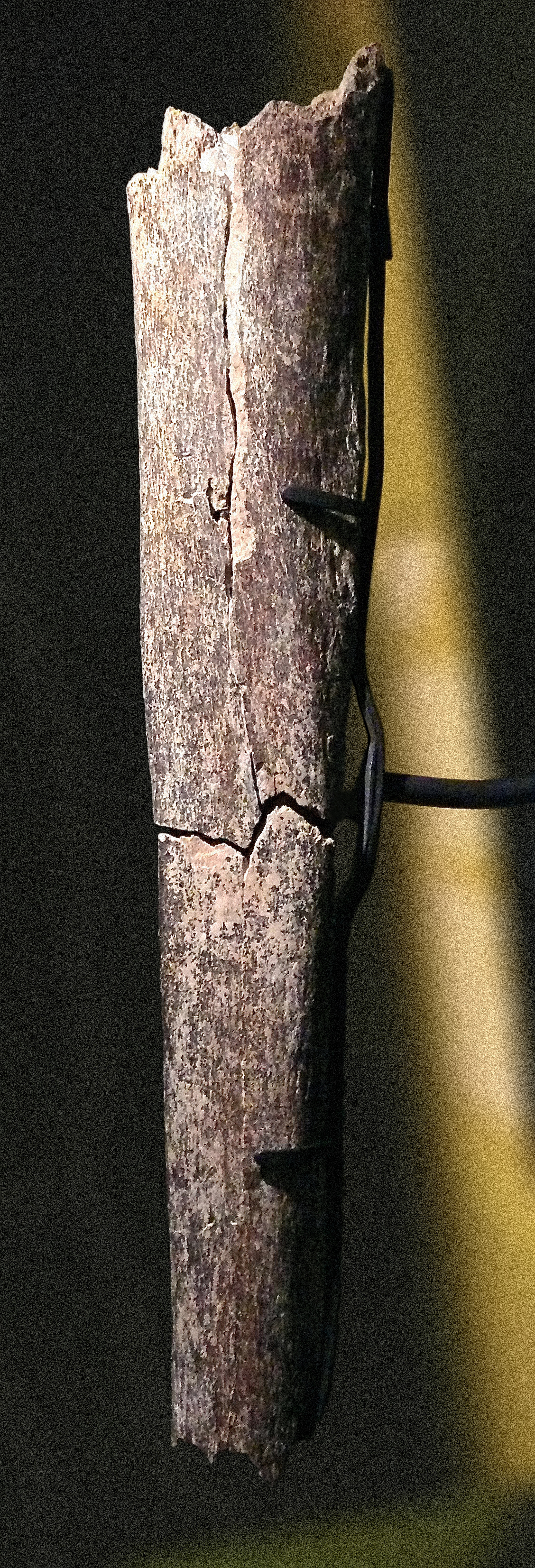
サセックスで見つかった通称「ボックスグローヴの男（英語版）」の脛骨